# Bataille de la Cuchilla del Tambo
Reconquête espagnole de la Nouvelle-Grenade
Batailles
m
Première république (1810-1815)
- Bajo Palacé
- Magdalena
- Admirable
- Guerre Civile
- Nariño dans le Sud
- Río Palo
- Tolú

Reconquête espagnole (1815-1819)
- Carthagène des Indes
- Cachirí
- Cuchilla del Tambo
- La Plata
- Régime de terreur

Campagne libératrice (1819)
- Paya
- Passage des Andes
- Corrales
- Gámeza
- Pantano de Vargas
- Boyacá

Grande Colombie (1819-1824)
- Campagne fluviale et navale
- Campagne de Pasto

La bataille de la Cuchilla del Tambo est un affrontement armé entre les troupes indépendantistes de la Nouvelle-Grenade et le corps expéditionnaire de la couronne espagnole venu reconquérir son ancienne colonie. Elle a lieu le 29 juin 1816, durant la Guerre d'indépendance de la Colombie sur le site appelé la cuchilla del Tambo (en français la crête d'El Tambo), dans les environs de la ville de Popayán (dans le sud de l'actuelle Colombie). Durant cette bataille, les troupes indépendantistes sont totalement vaincues par l'armée royaliste. Ce triomphe met fin à la République et termine la Reconquête espagnole de la Nouvelle-Grenade.

## Contexte
En 1816, avant la bataille, la situation est précaire pour les troupes indépendantistes de Nouvelle-Grenade. Depuis Quito et le Pérou, des forces royalistes sont envoyées à Pasto pour une grande offensive sur Popayán. Elles sont commandées par Juan de Sámano, qui a établi son quartier général à Pasto. Dans le même temps, depuis Carthagène des Indes, Pablo Morillo avance à la tête de son corps expéditionnaire, continuant la Reconquista. Bogota et le centre du pays ont été occupés par les généraux espagnols La Torre et Calzada, et la zone zone encore libre et où peut être mené une résistance est le sud (Popayán et Cali). En mai 1816, Sámano quitte Pasto dans le but de prendre Popayán et campe avec 1 400 hommes sur la cuchilla del Tambo. Pendant ce temps, les troupes indépendantistes (700 hommes) sont basées à Popayán sous le commandement du général José María Cabal ; celui-ci est remplacé par le lieutenant-colonel Liborio Mejía. Au même moment, José Fernández Madrid donne sa démission de la présidence des Provinces-Unies de Nouvelle-Grenade, et c'est Custodio García Rovira, âgé de seulement 24 ans, qui est élu dictateur. Le commandant des troupes rebelles prend la décision audacieuse d'attaquer les forces royalistes plutôt que de se rendre.

## La bataille
Le 29 juin 1816, les forces royalistes et indépendantistes s'affrontent aux environs d'El Tambo, dans l'actuel département de Cauca. Les troupes royalistes sont commandées par le brigadier Juan de Sámano (futur vice-roi de Nouvelle-Grenade) et comptent 1 400 hommes tandis que les indépendantistes se composent de seulement 700 hommes commandés par Liborio Mejía. Les troupes espagnoles sont positionnées sur une pente de la cuchilla del Tambo, en hauteur et protégés par une artillerie. Dans le but d'enlever cette position, les troupes indépendantistes luttent âprement pendant 3 heures mais succombent facilement au feu ennemi. Ils sont finalement encerclés et forcés à la reddition, seul Mejía et quelques hommes parvenant à s'enfuir.
À la fin des combats, le champ de bataille est jonché de 250 indépendantistes morts, tandis que Sámano fait 300 prisonniers et récupère tout le matériel de guerre des indépendantistes.

## Conséquences
Le 1er juillet 1816, l'armée de Sámano prend possession de Popayán. Parmi les prisonniers se trouve le soldat José Hilario López, qui est condamné à mort mais est sauvé providentiellement (Lopez deviendra président de la République de Nouvelle-Grenade entre 1849 et 1853). Le héros et aristocrate quiteño Carlos de Montúfar n'a pas la même chance : il est capturé, condamné à mort à Buga et exécuté peu après.
La victoria de la Cuchilla del Tambo est décisive pour la carrière de Juan de Sámano. En récompense de ce triomphe, le Pacificateur Pablo Morillo le nomme commandant général de la Nouvelle-Grenade, dont la capitale est Santafé de Bogotá. Sámano y arrive le 23 octobre 1816.
La déroute des néo-grenadins à la cuchilla del Tambo met fin à l'éphémère République indépendante issue des soulèvements initiés en 1810. La Reconquête espagnole de la Nouvelle-Grenade est alors achevée, à l'exception de quelques zones dans la province de Casanare qui demeurent sous contrôle des indépendantistes menés par Francisco de Paula Santander.